# Grabhügelfeld Friedeholz
Koordinaten: 52° 55′ 16″ N, 8° 50′ 25″ O
Das Grabhügelfeld Friedeholz mit acht Hügelgräbern aus der Bronzezeit befindet sich frei zugänglich im Friedeholz östlich von Syke in Niedersachsen. Das Gräberfeld liegt nordöstlich des Sportplatzes des TuS Syke und westlich der von Syke nach Okel führenden Landesstraße L 333.
Die acht erhaltenen Grabhügel sind wohl nur als Teil des ursprünglich wesentlich größeren Gräberfelds anzusehen. Die Hügel haben heute eine Höhe von etwa einem Meter und einen Durchmesser von 18 bis 20 Metern. Sie sind durch Raubgrabungen aus verschiedenen Epochen stark gestört.
Der Bestattungsplatz wurde schon in der älteren Bronzezeit angelegt und umfasst wahrscheinlich, wie andere Grabhügelfelder in Niedersachsen, zusätzlich Nachbestattungen der jüngeren Bronzezeit und der vorrömischen Eisenzeit. Im Gräberfeld haben bisher aber noch keine wissenschaftlich fundierten archäologischen Untersuchungen stattgefunden. Es ist nicht sicher, ob Funde wie eine im 19. Jahrhundert gefundene Lanzenspitze sowie ein Hals- und ein Armring aus Bronze, die im Kreismuseum Syke aufbewahrt werden, aus dem Grabhügelfeld Friedeholz stammen.